# (35041) 1981 ER34
1981 ER34 (asteroide 35041) é um asteroide da cintura principal. Possui uma excentricidade de 0.03314210 e uma inclinação de 8.11161º.
Este asteroide foi descoberto no dia 2 de março de 1981 por Schelte J. Bus em Siding Spring.